# Donja Poljana
Donja Poljana – wieś w Chorwacji, w żupanii varażdińskiej, w mieście Varaždinske Toplice. W 2011 roku liczyła 426 mieszkańców.